# WTA-toernooi van Hua Hin
Het WTA-toernooi van Hua Hin is een tennistoernooi voor vrouwen dat wordt georganiseerd in de Thaise stad Hua Hin. De officiële naam van het toernooi was EA Hua Hin WTA 125 Series in 2015, en EA Hua Hin Championship in 2017 – vanaf 2019 heet het Thailand Open.
De WTA organiseert het toernooi, dat in 2015 en 2017 in de categorie "Challenger" viel en werd gespeeld op hardcourtbinnenbanen. Sinds 2019 valt het in de categorie "International" en wordt het gespeeld op hardcourtbuitenbanen.
In de week voorafgaand aan dit toernooi in november 2015 werd op dezelfde locatie het ATP-challengertoernooi van Hua Hin voor de mannen gehouden.
De aangekondigde opvolger in 2016 werd daags na de beoogde aanvangsdatum (7 november) geannuleerd.
In november 2017 werd het toernooi hervat. Het mannentoernooi vond nu twee weken na het vrouwentoernooi plaats.
In 2018 werd het toernooi niet gehouden. In januari 2019 werd het gepromoveerd naar de categorie "International" – deze editie wordt ook wel gezien als de opvolger van het WTA-toernooi van Taiwan.
In 2021 en 2022 werd het toernooi niet georganiseerd, wegens de coronapandemie. In 2023 werd het hervat, in de met "International" overeenkomende categorie WTA 250. In 2024 werd het twee keer gehouden: in januari/februari en in september.

## Finales

### Enkelspel
| Datum      | Naam                      | Cat.          | ($)           | Ondergrond        | Winnares           | Verliezend finaliste | Uitslag       |               |
| ---------- | ------------------------- | ------------- | ------------- | ----------------- | ------------------ | -------------------- | ------------- | ------------- |
| 2015-11-09 | EA Hua Hin WTA 125 Series | Challenger    | 125.000       | hardcourt, binnen | Jaroslava Sjvedova | Naomi Osaka          | 6-4, 6-7, 6-4 | details       |
| 2016       | geen toernooi             | geen toernooi | geen toernooi | geen toernooi     | geen toernooi      | geen toernooi        | geen toernooi | geen toernooi |
| 2017-11-06 | EA Hua Hin Championship   | Challenger    | 125.000       | hardcourt, binnen | Belinda Bencic     | Hsieh Su-wei         | 6-3, 6-4      | details       |
| 2018       | geen toernooi             | geen toernooi | geen toernooi | geen toernooi     | geen toernooi      | geen toernooi        | geen toernooi | geen toernooi |
| 2019-01-28 | Thailand Open             | International | 250.000       | hardcourt, buiten | Dajana Jastremska  | Ajla Tomljanović     | 6-2, 2-6, 7-6 | details       |
| 2020-02-10 | Thailand Open             | International | 275.000       | hardcourt, buiten | Magda Linette      | Leonie Küng          | 6-3, 6-2      | details       |
| 2021–2022  | geen toernooi             | geen toernooi | geen toernooi | geen toernooi     | geen toernooi      | geen toernooi        | geen toernooi | geen toernooi |
| 2023-01-30 | Thailand Open             | WTA 250       | 259.303       | hardcourt, buiten | Zhu Lin            | Lesja Tsoerenko      | 6-4, 6-4      | details       |
| 2024-01-29 | Thailand Open             | WTA 250       | 267.082       | hardcourt, buiten | Diana Sjnajder     | Zhu Lin              | 6-3, 2-6, 6-1 | details       |
| 2024-09-16 | Thailand Open             | WTA 250       | 267.082       | hardcourt, buiten | Rebecca Šramková   | Laura Siegemund      | 6-4, 6-4      | details       |

### Dubbelspel
| Datum      | Naam                      | Cat.          | ($)           | Ondergrond        | Winnaressen                         | Verliezend finalistes                 | Uitslag           |               |
| ---------- | ------------------------- | ------------- | ------------- | ----------------- | ----------------------------------- | ------------------------------------- | ----------------- | ------------- |
| 2015-11-09 | EA Hua Hin WTA 125 Series | Challenger    | 125.000       | hardcourt, binnen | Liang Chen Wang Yafan               | Varatchaya Wongteanchai Yang Zhaoxuan | 6-3, 6-4          | details       |
| 2016       | geen toernooi             | geen toernooi | geen toernooi | geen toernooi     | geen toernooi                       | geen toernooi                         | geen toernooi     | geen toernooi |
| 2017-11-06 | EA Hua Hin Championship   | Challenger    | 125.000       | hardcourt, binnen | Duan Yingying Wang Yafan            | Dalila Jakupović Irina Chromatsjova   | 6-3, 6-3          | details       |
| 2018       | geen toernooi             | geen toernooi | geen toernooi | geen toernooi     | geen toernooi                       | geen toernooi                         | geen toernooi     | geen toernooi |
| 2019-01-28 | Thailand Open             | International | 250.000       | hardcourt, buiten | Irina-Camelia Begu Monica Niculescu | Anna Blinkova Wang Yafan              | 2-6, 6-1, [12-10] | details       |
| 2020-02-10 | Thailand Open             | International | 275.000       | hardcourt, buiten | Arina Rodionova Storm Sanders       | Barbara Haas Ellen Perez              | 6-3, 6-3          | details       |
| 2021–2022  | geen toernooi             | geen toernooi | geen toernooi | geen toernooi     | geen toernooi                       | geen toernooi                         | geen toernooi     | geen toernooi |
| 2023-01-30 | Thailand Open             | WTA 250       | 259.303       | hardcourt, buiten | Chan Hao-ching Wu Fang-hsien        | Wang Xinyu Zhu Lin                    | 6-1, 7-6          | details       |
| 2024-01-29 | Thailand Open             | WTA 250       | 267.082       | hardcourt, buiten | Miyu Kato Aldila Sutjiadi           | Guo Hanyu Jiang Xinyu                 | 6-4, 1-6, [10-7]  | details       |
| 2024-09-16 | Thailand Open             | WTA 250       | 267.082       | hardcourt, buiten | Anna Danilina Irina Chromatsjova    | Eudice Chong Moyuka Uchijima          | 6-4, 7-5          | details       |

2015 · 2016 · 2017 · 2018 · 2019 · 2020 · 2021 · 2022 · 2023 · 2024a · 2024b
ITF-toernooien (mannen en vrouwen)

ATP-toernooien (mannen) – ATP-seizoen 2025

WTA-toernooien (vrouwen) – WTA-seizoen 2025

Voormalige toernooien mannen
Voormalige toernooien vrouwen
Voormalige amateurtoernooien